# Associazione Calcio Vigevano 1947-1948
Questa pagina raccoglie i dati riguardanti l'Associazione Calcio Vigevano nelle competizioni ufficiali della stagione 1947-1948.

## Rosa
| N. |                   | Ruolo | Calciatore         |
| -- | ----------------- | ----- | ------------------ |
|    | Italia (bandiera) | D     | Bruno Armanini     |
|    | Italia (bandiera) | A     | Ferruccio Azzarini |
|    | Italia (bandiera) | C     | Luigi Bassi        |
|    | Italia (bandiera) | A     | Natale Biddau      |
|    | Italia (bandiera) | A     | Angelo Borri       |
|    | Italia (bandiera) | C     | R. Cozzi           |
|    | Italia (bandiera) | A     | Giovanni Cuzzoni   |
|    | Italia (bandiera) | A     | Luigi Mascherpa    |
|    | Italia (bandiera) | C     | G. Monti           |
|    | Italia (bandiera) | C     | Renzo Monti        |
|    | Italia (bandiera) | C     | Giulio Piazza      |

| N. |                   | Ruolo | Calciatore         |
| -- | ----------------- | ----- | ------------------ |
|    | Italia (bandiera) | A     | F. Pugliese        |
|    | Italia (bandiera) | C     | Felice Resta       |
|    | Italia (bandiera) | A     | Piero Ricci        |
|    | Italia (bandiera) | C     | M. Sala            |
|    | Italia (bandiera) | A     | Sandri             |
|    | Italia (bandiera) | P     | Porthus Silingardi |
|    | Italia (bandiera) | P     | Angelo Stangalino  |
|    | Italia (bandiera) | D     | Raimondo Taucar    |
|    | Italia (bandiera) | A     | Otello Torri       |
|    | Italia (bandiera) | C     | Teresio Traversa   |
|    | Italia (bandiera) | A     | Pietro Valè        |